# 俄罗斯正教会域外教会
俄罗斯域外正教会（俄语：Ру́сская Правосла́вная Це́рковь Заграни́цей）是俄罗斯正教会下屬的一個半自治團體。俄罗斯正教会域外教会是1920年代早期由俄国内战後逃往西欧以及美国和其他西方国家的人士創辦。这些東正教人士拒絕向苏联布尔什维克政权效忠。 2007年5月17日，俄罗斯正教会域外教会決定恢復與俄罗斯正教会之間的聯繫。